# Modesto Ciruelos
Modesto Ciruelos González (Cuevas de San Clemente, 2 de marzo de 1908-Burgos 24 de agosto de 2002) fue un pintor español del siglo XX. Está considerado por la crítica especializada un pionero del arte abstracto en España.

## Biografía

### Infancia, adolescencia y años de formación.
Sus padres, Fermín Ciruelos y Antonia González, residentes desde hacía años en la capital de España regresan a su pueblo natal para que nazca su primogénito. En Madrid transcurrirá su desarrollo vital y su aprendizaje artístico. Tras realizar sus estudios colegiales, comienza a dibujar en el Museo de Reproducciones Artísticas de Madrid (Casón del Buen Retiro) y en la Escuela de Artes y Oficios, iniciándose también en el estudio de los grandes maestros del Museo del Prado, todo ello encaminado a preparar su ingreso en  la Escuela Superior de Bellas Artes de San Fernando, que se produce en 1927. Allí tendrá como condiscípulos, entre otros a Cristino Mallo, Salvador Dalí, Eduardo Chicharro, Benjamín Palencia, trabando gran amistad con el pintor Rafael Zabaleta. En San Fernando recibirá clases de profesores como Julio Romero de Torres, Manuel Benedito, Daniel Vázquez Díaz, Cecilio Plá, Moreno Carbonero o Mezquita, los cuales le propondrán para una beca de ampliación de estudios en el extranjero.
En 1932 Visita la muestra colectiva de los Artistas Españoles en París, organizada por la Residencia de Estudiantes y la Sociedad de Cursos y Conferencias celebrada en el Pabellón del Jardín Botánico del Retiro de Madrid, donde contempla por primera vez obras de Pablo Picasso y otras de: Juan Gris, Alberto Sánchez, Pere Pruna, Manolo Hugué y Pablo Gargallo. Esta exposición marcará en buena manera su trayectoria como artista.
En 1933, cofunda, junto a Horacio Ferrer, Marisa Pinazo, Waldo Insúa, Navarro Ramón, Blancovaras, Cataluña, Florit, Cristóbal González y Mariscal el Grupo Juvenil de Artistas de Acción que crea el Salón de Independientes de Madrid.
En 1934 obtiene la Cátedra  de Dibujo Artístico en el Instituto de Segunda Enseñanza de Villalba en Lugo. Asimismo, es nombrado vocal del CPD y propuesto para Medalla en la Exposición Nacional de Bellas Artes.

### El Pabellón Español de París de 1937 y la Guerra Civil.
En febrero de 1936, viaja desde su destino en Villalba a Madrid para ver la exposición de Picasso en ADLAN. La muestra supone, en sus propias palabras, una fecha capital en la trayectoria inmediata (y posterior) de su pintura. Este mismo año obtiene la Cátedra de Dibujo Artístico en la Escuela de Artes y Oficios de Palma de Mallorca. Tomada posesión regresa a Madrid, donde le sorprende el estallido de la Guerra Civil, en los inicios de la contienda realiza una serie de dibujos sobre las consecuencias de las mismas en la capital de España, obras que actualmente forman parte de la Colección del MNCA Reina Sofía. Es llamado a filas incorporándose a la Brigada Topográfica del Ejército Republicano.

#### Exposición Internacional de París. El Pabellón de la II República Española.[8][9]
Relevante y significativo, es que su primera muestra en el extranjero sea en París en la  Exposición Internacional de 1937. Pabellón de la II República Española, colgando sus obras Descubierta y  Fusilados (actualmente expuestas en el Museo Nacional Centro de Arte Reina Sofía) junto con el Guernica de Pablo Picasso, y las obras de: Juan Gris, Joan Miró,Alberto Sánchez,Gutiérrez-Solana,Horacio Ferrer,Calder,Cristino Mallo,etc. En ese año entabla relación personal con Joan Miró.

#### La Guerra Civil Española (1936-1939).
Durante la contienda española, dentro de sus funciones militares acompaña al Gobierno Republicano en primer lugar a Valencia. Allí frecuenta el Casal de la Cultura de la Calle de la Paz, constituido por la intelectualidad republicana, y presidida por el poeta Antonio Machado. Es en la misma capital valenciana donde encuentra a su antiguo condiscípulo y gran amigo Rafael Zabaleta al que presta ayuda y con al que acoge en su residencia próxima a la Plaza del Ayuntamiento.

### La primera posguerra y Palma de Mallorca
En el momento en que la Guerra Civil concluye, Ciruelos está recluido en un campo de 
concentración de prisioneros republicanos en Cáceres. Tras ser puesto en libertad, marcha a París donde contacta con Pedro Bueno y Rufino Ceballos que le presentan a Pablo Picasso a cuyo taller acuden periódicamente. En 1940 se reincorpora a su cátedra en Palma de Mallorca entrando en contacto con los grupos de artistas europeos residentes en la isla. En la isla balear comienza su interés decisivo por el arte abstracto. Este contacto directo con la novedad de la creación abstracta le hace da un paso adelante en su pintura, sin romper aún con lo figurativo, pero alterando de manera relevante sus modos y su conducta creativa.

### El Salón de los Once de la Academia Breve de Crítica de Arte[10][11]
En 1947 es seleccionado por Eugenio D´Ors para formar parte  de la exposición del Quinto Salón de los Once de la Academia Breve de Crítica de Arte que se celebra en el Museo de Arte Moderno de Madrid. Su presentación en la Academia se hace por parte del arquitecto Luis Moya, concurre con seis obras de carácter abstracto figurativo: Ícaro, Grecia, Arabia, Maternidad, Bibelot y Ciclistas, lo cual supone un verdadero acontecimiento en el contexto artístico del Madrid del momento, abriendo un camino de vanguardia y modernidad  que pronto será seguido por otros.

### El Congreso de Arte Abstracto de Santander de 1953.
1953 es un año decisivo en la trayectoria de Ciruelos, puesto que supone un punto de ruptura definitivo, decidiéndose a buscar como objetivo definitivo buscar el límite mismo del arte a través de la búsqueda de la abstracción pura. Para ello es decisiva su participación en el decisivo Congreso de Arte Abstracto y  posterior Exposición Internacional, organizada por el Museo de Arte Moderno de Madrid en Santander. 

### Las grandes exposiciones internacionales de los años 50.

#### La II Bienal Internacional de Sao Paulo[12]y el Salón Internacional del Arte Libre de París de 1953.
1953 es el año en el que la obra de Modesto Ciruelos comienza su recorrido internacional acudiendo a las principales exposiciones del momento: II Bienal Internacional de Sao Paulo, Salón Internacional del Arte Libre de París y muestras itinerantes por Río de Janeiro, Montevideo y Buenos Aires.

#### La II Bienal Hispanoamericana de La Habana de 1954
A la primera Bienal Hispanoamericana, celebrada dos años antes en Madrid, Ciruelos había decidido finalmente no acudir pese a ser invitado. En esta segunda, celebrada en la capital cubana, y a su posterior itinerancia americana, concurre con una serie de Geometrías Abstractas junto a las obras de pintores como : Modest Cuixart, Antoni Tápies, Benjamín Palencia, Hernández Pijoan, Guijarro, Genovés, Lozano, Delhy Tejero, etc.

#### La XXVIII Bienal de Venecia de 1956.[13]
En esta edición de la bienal veneciana además de Modesto Ciruelos se seleccionan, para el pabellón español del citado certamen, a artistas como: Millares, Canogar, Saura, Gargallo, Zabaleta, Díez-Caneja, Menchu Gal, Manrique, Mampaso,etc.

#### La Quinta Bienal de Sao Paulo de 1959.[14]
Es seleccionado nuevamente por Luis González Robles para el pabellón español de la V edición de la bienal paulista, a la cual concurre con obras de gran formato encuadradas en el Action Painting y el Dropping con otros de los principales artistas del momento: Canogar, Cuixart, Lucio Muñoz, Tharrats, Chirino, Zóbel,etc.

### Las grandes muestras colectivas del Arte Contemporáneo Español de los primeros años 60.
Desde los inicios de la década, la adelantada obra pictórica de Ciruelos viaja, junto a la del resto de los adalides del arte joven español por América, Asia y Europa en las más señeras exposiciones cómo: " Espacio y Color en la pintura Española de hoy" vista en: Sao Paulo, Montevideo, Buenos Aires, Quito, Santiago de Chile y Lima, "Contrastes en la pintura española de hoy" que itineró por: Tokio, Osaka, Nagoya, San Francisco, Denver y Nueva York, "Arte Español Contemporáneo" mostrada en: Bruselas, Helsinki, Bonn, Berlín y Múnich.

### Las exposiciones individuales de los años 60: Nueva York, Madrid, Santander y Salamanca.
Nueva York acoge en 1960 ( en la Galería Chalette Gallery) y en 1964 (en la National Art Galleries of Spain) dos relevantes exposiciones abstractas de Modesto Ciruelos. Así mismo, en 1963, el artista presenta en la Galería Neblí de Madrid una serie de obras "abstracto-matéricas" en blanco y negro. Nueva evolución en la trayectoria del pintor y a la cual, desde las páginas de la revista Artes se refiere de la siguiente manera: Algo que podría ponernos sobre la pista del pintores su inquietud, nadie menos conformista que él (...).Esta fase de Ciruelos equivale a algo así como llegar al límite posible de la pintura.

#### Exposición antológica en la Sala de Santa Catalina del Ateneo de Madrid. Muestras individuales en Santander y Salamanca.
En 1964, se celebra, en la Sala de Santa Catalina del Ateneo de Madrid, una gran exposición antológica de la obra de Modesto Ciruelos. En ella se recoge el grueso de so creación abstracta y se muestra, por vez primera, de forma conjunta, a fin de dar una nueva lectura sobre la misma. La muestra, uno de los acontecimientos artísticos del año en Madrid, se acompaña de un catálogo en el que Manuel Sánchez-Camargo, Cirilo L.Popovici y Carlos Antonio Areán subrayan el carácter único y pionero del arte y la figura de Modesto Ciruelos.
En el año 1965 el Ateneo de Santander y el Ateneo de Salamanca, celebran sendas exposiciones individuales de Ciruelos, en las cuales se muestran sus más recientes composiciones de índole abstracto.

### Un amplio período de reflexión
A partir de mediados de la década de los años 60, y hasta mediados de los años 80 del siglo pasado, Modesto Ciruelos encara una nueva fase en su evolución artística, en la cual reduce considerablemente la actividad expositiva individual. Reingresa en la enseñanza oficial, desempeñando labores docentes tanto en Madrid como en Barcelona. En el año 1974 es nombrado Académico Correspondiente de la Real Academia de Bellas Artes de San Fernando, en 1975 su obra Estructura, forma parte del montaje inaugural del Museo Español de Arte Contemporáneo, en el edificio diseñado por Jaime López Asiaín en la Ciudad Universitaria de Madrid. Asiste como ponente, durante varios veranos en los años setenta, a los cursos de arte de la Universidad Menéndez y Pelayo de Santander y toma parte en importantes exposiciones colectivas como el Homenaje a Eugenio D´Ors en la Galería del Club Urbis de Madrid en 1971, la Exposición Internacional d¨Hotmenatge a Joan Miró en el Palau de Solleric de Palma de Mallorca en 1978, la Bienal de Basilea (Bélgica) Art.11´80 Basel  de y la Bienale FIAC´80 de París 1980 en 1981 es nombrado Consejero de Cultura de la Excma. Diputación Provincial de Burgos y en 1982, la institución provincial burgalesa, edita el libro Ciruelos. Crónica de una anticipación, obra del escritor, poeta y Premio Nacional de Literatura José de Castro-Arines. 

### Una última evolución afortunada. La exposición en la galería Novart de Madrid en 1985.
Para la evolución artística final de su carrera pictórica (obra creada entre 1980 y 1985) en palabras de Juan Manuel Bonet, Ciruelos: (...) opta entonces de nuevo por la abstracción, una abstracción depurada y monumental, que respira, en la que vuelven a combinarse los valores líricos, y los constructivos, en una línea de síntesis en la que el dibujo –un dibujo gestual, y a la vez con ese papel arquitectónico que tiene el del citado Kline- juega un papel importante, y en la que frente a la ortogonalidad de otros períodos, predominan la curva, lo nuclear, una organización del lienzo en la que un único plano de color tiende a ocupar el centro del cuadro.

## Exposiciones individuales y colectivas
1931.
- Madrid. Palacios del Retiro. XI Salón de Otoño.[16][17]

1933.
- Madrid. Salón de Heraldo de Madrid. Salón de Independientes o Artistas De Acción.[18][19]
- Burgos. Sala Escuela Municipal. Primera exposición individual.[20][21][22]

1934.
- Madrid. Palacios del Retiro. Exposición Nacional de Bellas Artes.[23][24]
- Madrid. Museo Nacional Arte Moderno. Concursos Nacionales.
- Madrid. Palacios del Retiro. XIV Salón de Otoño.[25][26][27]

1935.
- Madrid. Palacios del Retiro. XV Salón de Otoño.[28][29]
- Madrid. Palacios del Retiro. Exposición de Bellas Artes de la Asociación de Pintores y Escultores.

1936.
- Madrid. Palacios del Retiro. Exposición Nacional de Bellas Artes.

1937.
- París. Exposición Internacional de 1937. Pabellón de la II República Española. Expone las obras Fusilados[30] y Descubierta[31] " junto a creaciones cómo: Guernica de Pablo Picasso, La Monserrat de Julio Gonzaléz y cuadros de Joan Miró, Cristino Mallo, etc.[32]

1938.
- Barcelona. Casal de la Cultura. Exposición Nacional de Artes Plásticas.

1941.
- Zaragoza. Salón de Exposiciones del Centro Mercantil. Exposición individual.

1942.
- Barcelona. Palacio de la Ciudadela. Exposición Nacional de Bellas Artes.
- Madrid. Palacios del Retiro. XVI Salón de Otoño.

1943.
- Madrid. Palacios del Retiro. Exposición Nacional de Bellas Artes.
- Madrid. Exposición Milenario de Castilla.

1944.
- Madrid. Palacios del Retiro. XVIII Salón de Otoño.

1945.
- Palma de Mallorca. Galerías Costa. Individual.

1946.
- Madrid. Sala Clan. Individual.
- Madrid. Galería Estilo. Individual.
- Burgos. Galería de Arte Municipal. Individual.

1947.
- Madrid. Galería Biosca. Individual.
- Madrid. Galería Estilo. Individual.
- Madrid. Museo de Arte Moderno. V Salón de los Once de la Academia Breve de Crítica de Arte.[33]

1948.
- Madrid. Galería Estilo. Individual.
- Santander. Galería del Ateneo - Palacete del Embarcadero. Individual.
- Bilbao. Galería Arte. Individual.

1949.
- Madrid. Galerías Biosca. V Exposición Antológica de la Academia Breve de Crítica de Arte. Las XI Mejores Obras de Arte[34].[35]

1950.
- Santander. Galería PROEL. Individual.
- Bilbao. Galería Stvdio. Individual.
- Valladolid. Palacio Universitario de Santa Cruz. Individual.

1951.
- Madrid. Sala Clan. Individual.
- Madrid. Galerías Biosca.  VIII Antología de la Academia Breve de Crítica de Arte[36].[37]
- Bilbao. Galería Stvdio. Individual.
- Madrid. Galerías Biosca. Un Decenio de Arte Moderno. [38]

1952.
- Santander. Museo Municipal. La Exposición del Museo de Arte Contemporáneo.[39]

1953.
- Madrid. Galería Estilo. Individual.
- Madrid. Galerías Biosca.  IX Exposición Antológica de la Academia Breve de Crítica de Arte. Salón de los Once.[40][41]
- Madrid. Sala de Exposiciones de la Dirección General de Bellas Artes. Homenaje a Vázquez Díaz.
- Santander. Museo Municipal.  Exposición Internacional de Arte Abstracto.[42]
- Paris. Palais de Beaux- Arts de la Ville de Paris. Salón Internacional del Arte Libre y  Homenaje a Federico García Lorca.
- Sao Paulo. Museu de Arte Moderna-Pabellón Español. Parque de  Ibirapuera. II Bienal Internacional  de Sao Paulo.[43][44]
- Rio de Janeiro. Museu de Arte Moderna. Pabellón Español de la Bienal.
- Montevideo. Museo de Arte Moderno. Pabellón Español de la Bienal.
- Buenos Aires. Pabellón Español de la Bienal.

1954.
- La Habana. Palacio de Bellas Artes. II Bienal Hispanoamericana de Arte.
- New York. Metropolitan Museum. Pabellón Español de la Bienal Hispanoamericana.
- Washington. National Museum. Pabellón Español de la Bienal Hispanoamericana.
- Ciudad Trujillo. Museo de Arte Moderno. Pabellón Español de la Bienal Hispanoamericana.
- Caracas. Museo de Bellas Artes. Pabellón Español de la Bienal Hispanoamericana.

1955.
- Madrid. Galerías Biosca. Individual.
- Madrid. Sala de la Dirección General  De Bellas Artes. Homenaje a Eugenio D´Ors
- Madrid. Galería del Círculo de Bellas Artes. Homenaje a la Biznieta de Goya.

1956.
- Venecia. Le Giardini. XXVIII Bienal Internacional de Venecia.[45]

1957.
- Vitoria. Salón de Arte. Individual.
- Burgos. Galería Municipal de Arte. Individual.

1958.
- Madrid. Galería Fernando Fe. Individual.

1959.
- Sao Paulo. Museu de Arte Moderna. 5ª Bienal Internacional de Sao Paulo.

1960
- Nueva York. Chalette Gallery. Ciruelos. Individual Abstracta.
- Río de Janeiro. Museu de Arte Moderna. Espacio y Color en la Pintura Española de Hoy.[46]
- Sao Paulo. Museu de Arte Moderna. Espacio y Color en la Pintura Española de Hoy.
- Montevideo. Museo de Arte Moderno. Espacio y Color en la Pintura Española de Hoy.
- Buenos Aires. Museo Nacional de Bellas Artes. Espacio y Color en la Pintura Española de Hoy.
- Quito. Museo de Bellas Artes. Espacio y Color en la Pintura Española de Hoy.
- Santiago de Chile. Museo de Arte Moderno. Espacio y Color en la Pintura Española de Hoy.
- Lima. Museo de Bellas Artes. Espacio y Color en la Pintura Española de Hoy.
- Bogotá. Biblioteca Luis Ángel Arango. Espacio y Color en la Pintura Española de Hoy.
- Caracas. Museo de Arte Moderno. Espacio y Color en la Pintura Española de Hoy.
- Madrid. Homenaje a Rafael Zabaleta.

1961.
- Tokio. National Museum of Modern Art ( Momat). Contrastes en la Pintura Española de Hoy.
- Osaka. Galerías Maruei. Contrastes en la Pintura Española de Hoy.
- Nagoya. City Art Museum. Contrastes en la Pintura Española de Hoy.
- San Francisco.   Berkeley University of California Art Gallery. -Bolle´s Gallerie. Contrastes en la Pintura Española de Hoy.
- Denver. International House. Denver. Contrastes en la Pintura Española de Hoy.
- Nueva York. Museum of Modern Art . Contrastes en la Pintura Española de Hoy.
- Bruselas. Palais des Beaux Arts. Arte Español Contemporáneo.
- Helsinki. Moderne Kunst.  Arte Español Contemporáneo.
- Bonn. Kunst Museum. Arte Español Contemporáneo.
- Berlin. Kunst Museum.  Arte Español Contemporáneo.
- Munich. Moderne Kunst. Arte Español Contemporáneo.

1962.
- Sevilla. Casa de Santa Teresa. Veinte Años de Pintura Española de Vanguardia.
- San Sebastián.  Museo de San Telmo. Veinte Años de Pintura Española de Vanguardia.
- Vigo. Museo Municipal. Veinte Años de Pintura Española de Vanguardia.
- Santiago de Compostela. Hostal de los Reyes Católicos. Veinte Años de Pintura Española de Vanguardia.
- Barcelona. Antiguo Hospital de la Santa Cruz. Veinte Años de Pintura Española de Vanguardia.

1963.
- Madrid. Galería Neblí. Individual.

1964.
- Madrid. Ateneo de Madrid - Sala de Santa Catalina. Exposición  Antológica Abstracta.[47][48]
- Nueva York. National Art Galleries of Spain. Individual.
- Madrid. Palacio de  Exposiciones del Retiro. XXV Años de Arte Español.

1965.
- Santander. Galería del Ateneo. Individual obra abstracta.
- Salamanca. Galería de la Academia de Bellas Artes de San Eloy. Individual obra abstracta.
- Madrid. Sala de Exposiciones de Editora Nacional. La España de cada Provincia.Exposición itinerante por: Málaga, Barcelona,Melilla,Valencia,Sevilla,Palma de Mallorca y San Sebastián.

1970.
- Bilbao. Mikeldi. Ciruelos, obra abstracta. Individual.

1971.
- Madrid. Galería del Club Urbis. Homenaje a Eugenio D´Ors.
- Burgos. Monasterio de San Juan. Muestra EITOP.

1975.
- Madrid. Su obra : Estructura,  forma parte del montaje inaugural del Museo Español de Arte Contemporáneo de Madrid (MEAC) en la nueva sede diseñada por Jaime López Asiaín en la Ciudad Universitaria.[49]

1978.
- Palma de Mallorca. Palau de Solleric. Exposició Internacional d´Hotmenatge a Joan Miró

1979.
- Burgos. Monasterio de San Juan. 44 Pintores Contemporáneos.

1980.
- Basilea. Art. 11´80.Basel. Bienal de Basilea

- París. Bienale FIAC´80. Feria Internacional de Arte Contemporáneo.

1982.
- Burgos. Sala Consulado del Mar.  Exposición retrospectiva.

1983.
- Burgos. Iglesia de San Esteban. Exposición de Artista Plásticos de Castilla y León.Itinerante por: Valladolid.  Castillo de Fuensaldaña. Palencia. Claustro de la Catedral. Soria. Tres Salas. Ávila.  Palacio de Bracamonte. Salamanca. Sala de la Diputación Provincial. Zamora. Claustro del Colegio Universitario. León. Sala Provincia.

1985.
- Madrid. Galería Novart. Individual.[50]

1986.
- Barcelona. Palau de la Virreina. Art Contra la Guerra. Entorn del Pavelló Espanyol a L´Exposició Internacional de París de 1937.

1987.
- Madrid. Museo Nacional  Centro de Arte Reina Sofía. El Pabellón Español de la Exposición Internacional de París de 1937.[51]

1989.
- Burgos. Consulado del Mar. Antología Abstracta.

1992.
- Sevilla-Expo´92. Salas del Arenal. Pintores y Escultores de Castilla y León.[52]
- Valladolid.  Salas de la Biblioteca de Castilla y León. Pintores y Escultores de Castilla y León.
- Burgos. Museo de Burgos. Pintores y Escultores de Castilla y León.

1993.
- Burgos. Centro Cultural Casa del Cordón. Ciruelos, Exposición Antológica.[53][54]
- Salamanca. Catedrales Vieja y Nueva. Las Edades del Hombre, El Contrapunto y su Morada.

1994.
- Zamora. El Duero que nos Une. Arte Contemporáneo Portugués y Castellano y Leonés.[55]
- Salamanca. Palacio de Congresos y Exposiciones. El Duero que nos Une. Arte Contemporáneo Portugués y Castellano y Leonés.

1995.
- Madrid. Museo Nacional Centro de Arte Reina Sofía. José Luis Fernández del Amo Un proyecto de museo de arte contemporáneo.

1997.
- Pamplona. Paisajes de un Siglo. Itinerante por: Burgos. Centro Cultural Casa del Cordón. Murcia. Sala de Columnas del Centro Almudí. Vitoria. Fundación Caja Vital-Kutxa. Burgo de Osma .Centro Cultural San Agustín.[56]

1998.
- Madrid. Centro Cultural Conde Duque. Tomás Seral y Casas. Un galerista en la Posguerra.[57]
- Zaragoza. Salas de la Corona de Aragón. Edificio Pignatelli. Tomás Seral y Casas. Un galerista en la Posguerra.
- Madrid. Sala de la Comunidad. Arte 2000 en Castilla León. Itinerante por: Oporto. Museo dos Transportes e Comunicaçoes.[58] Zamora. Casa de Cultura de la Encarnación. París. Sala del Instituto Cervantes.

1999.
- León. Sala de la Junta de Castilla y León. Caminantes.Itinerante por: Burgos. Museo de Burgos. Comillas. Palacio de Sobrellano. Gijón. Museo Barjola. Santiago de Compostela. Auditorio de Galicia.
- Burgos. Museo de Burgos. Modesto Ciruelos, A través del Siglo. Itinerante por: León. Santa Nonia. Modesto Ciruelos.   Salamanca. Museo de Salamanca. Valladolid. Monasterio  de Nuestra Señora de Prado. Zamora. Museo Provincial Soria. Palacio de la Audiencia. Ávila. Santa Ana.

2000.
- Palencia. Centro Cultural Provincial. Modesto Ciruelos, A través del Siglo.

- Burgo de Osma. Centro Cultural San Agustín. Ciruelos, Antología Abstracta 1952-1985.
- Aranda de Duero. Pintores en la Ribera. Artistas Burgaleses de los Siglos XIX y XX en el museo de Burgos.

2002.
- Burgos. Centro Cultural Casa del Cordón. Artistas Burgaleses en las Exposiciones Nacionales 1856-1968.
- Burgos. Monasterio de San Juan. Antonio José y su época 1902-1936.

2003.
- Burgos. Real Monasterio de San Agustín. Historia de la pintura Burgalesa.
- Burgos. Centro Cultural  Casa del Cordón.  Colección Caja Burgos, una propuesta.

2005.
- Valladolid. Monasterio de Nuestra Señora de Prado. XX Años de Premios de Castilla y León de las Artes.

2007.
- Madrid. Museo de la Ciudad. Ciruelos. Cien años de Vanguardia. Exposición antológica.[59]
- Burgos. Arco de Santa María. Ciruelos. Cien años de Vanguardia. Exposición antológica.
- Oporto. Galería do Palacio, Jardins do Palacio de Cristal. XXII Premios Castilla y León Das Artes.

2008.
- Bilbao. Museo de Bellas Artes de  Bilbao. Sala Stvdio ,1948-1952.Una aventura artística en el Bilbao de la Posguerra.[60]

2009.
- Lisboa. Arcadas, Ala Nascente da Praça do Comercio. Ministerio das Finanzas. XXV Anos dos Premios Castilla y León das Artes.
- Alcalá de Henares. Museo Luis González Robles de la Universidad de Alcalá de Henares. 60 Artistas del Museo Luis González Robles en los 500 Años del Primer Curso Académico de la Universidad de Alcalá.

2010.
- Burgos. Palacio de La Isla. Modesto Ciruelos. Lo escrito sobre el lienzo (1947 – 1964).[61][62]

2014.
- Madrid. Sus obras Descubierta  y  Fusilados, las cuales formaron parte del Pabellón de la II República Española de la Exposición Internacional de París de 1937, se incorporan a la colección del Museo Nacional Centro de Arte Reina Sofía.[63]
- Valladolid. Monasterio de Nuestra Señora de Prado. XXX Años de Premios de Castilla y León.[64]

2015.
- Burgos. Fórum Evolución. Ciruelos Abstracción.[65]

2016.
- Burgos. Palacio de La Isla. El Quijote inédito de Modesto Ciruelos.[66]

- Alcalá de Henares. Museo Luis González Robles de la Universidad de Alcalá de Henares. Arte para un Museo. Ampliación de la Colección.[67][68]

2017.
- Burgos. Centro Cultural  Casa del Cordón.30 años de exposiciones en la Casa del Cordón.[69]
- Burgos. Museo de la Evolución Humana. Ciruelos. Primitivismo Abstracto.[70][71][72][73]
- Santo Domingo de Silos. Sala Románica de la Abadía de Santo Domingo de Silos. Ciruelos de la Academia a la Vanguardia.[74][75][76]

2018.
- Valladolid. Monasterio  de Nuestra Señora de Prado. Luz y Paciencia en los Premios Castilla y León..[77][78]

2021.
- Burgos. Museo de la Evolución Humana. Así la vieron. VIII Centenario de la Catedral de Burgos.[79]

- Madrid.  Su obra Ciclistas se incorpora a la colección del Museo Nacional Centro de Arte Reina Sofía (Sala 205.6).[80]